# Piłka siatkowa na Letnich Igrzyskach Olimpijskich 2008
Turniej olimpijski w piłce siatkowej rozegrany podczas XXIX Letnich Igrzysk Olimpijskich w Pekinie był dwunastym w historii igrzysk olimpijskich zmaganiem w halowej odmianie tej dyscypliny sportu i czwartym w wersji plażowej. Rywalizacja toczyła się zarówno u kobiet, jak i u mężczyzn, a przystąpiło do niej po 12 zespołów halowych (męskich i żeńskich) oraz po 24 pary plażowe (męskie i żeńskie). Wszystkie cztery turnieje zostały przeprowadzone systemem kołowym oraz systemem pucharowym. Arenami zmagań były Hala Uniwersytetu Pekińskiego, Capital Indoor Stadium oraz Beach Volleyball Ground.

## Siatkówka halowa
Udział w turnieju olimpijskim zapewniony miały wyłącznie obydwie reprezentacje Chin (męska i żeńska) - jako przedstawiciele gospodarza igrzysk, pozostałe drużyny narodowe - zarówno u kobiet, jak i u mężczyzn - musiały uzyskać kwalifikację. Zakwalifikowanie się do turnieju mogło odbyć się na jeden spośród trzech sposobów, tj. poprzez:
- Puchar Świata (3 najlepsze zespoły)
- kontynentalne turnieje kwalifikacyjne (5 zespołów)
- światowe turnieje kwalifikacyjne (3 zespoły)

### Uczestnicy
| Nazwa imprezy                                 | Data przeprowadzenia          | Gospodarz  | Miejsc | Zakwalifikowani         |
| --------------------------------------------- | ----------------------------- | ---------- | ------ | ----------------------- |
| Puchar Świata mężczyzn w piłce siatkowej 2007 | 18 listopada - 2 grudnia 2007 | Japonia    | 3      | Brazylia Rosja Bułgaria |
| Europejski Turniej Kwalifikacyjny             | 7 stycznia - 13 stycznia 2008 | Izmir      | 1      | Serbia                  |
| Afrykański Turniej Kwalifikacyjny             | 3 lutego - 9 lutego 2008      | Durban     | 1      | Egipt                   |
| Turniej Kwalifikacyjny Ameryki Północnej      | 6 stycznia - 11 stycznia 2008 | Caguas     | 1      | USA                     |
| Turniej Kwalifikacyjny Ameryki Południowej    | 3 stycznia - 7 stycznia 2008  | Formosa    | 1      | Wenezuela               |
| I Światowy Turniej Kwalifikacyjny             | 23 maja - 25 maja 2008        | Düsseldorf | 1      | Niemcy                  |
| II Światowy Turniej Kwalifikacyjny            | 30 maja - 1 czerwca 2008      | Espinho    | 1      | Polska                  |
| III Światowy Turniej Kwalifikacyjny/Azja      | 31 maja - 8 czerwca 2008      | Tokio      | 2      | Włochy Japonia          |
| Gospodarz                                     | 13 lipca 2001                 | -          | 1      | Chiny                   |
| Razem                                         |                               |            | 12     |                         |

### Uczestniczki
| Nazwa imprezy                               | Data przeprowadzenia           | Gospodarz | Miejsc | Zakwalifikowane                  |
| ------------------------------------------- | ------------------------------ | --------- | ------ | -------------------------------- |
| Puchar Świata kobiet w piłce siatkowej 2007 | 2 grudnia - 16 grudnia 2007    | Japonia   | 3      | Włochy Brazylia USA              |
| Europejski Turniej Kwalifikacyjny           | 15 stycznia - 20 stycznia 2008 | Halle     | 1      | Rosja                            |
| Afrykański Turniej Kwalifikacyjny           | 22 stycznia - 26 stycznia 2008 | Algier    | 1      | Algieria                         |
| Turniej Kwalifikacyjny Ameryki Północnej    | 17 grudnia - 22 grudnia 2007   | Monterrey | 1      | Kuba                             |
| Turniej Kwalifikacyjny Ameryki Południowej  | 3 stycznia - 7 stycznia 2008   | Lima      | 1      | Wenezuela                        |
| Światowy Turniej Kwalifikacyjny/Azja        | 17 maja - 25 maja 2008         | Tokio     | 4      | Polska Serbia Japonia Kazachstan |
| Gospodarz                                   | 13 lipca 2001                  | -         | 1      | Chiny                            |
| Razem                                       |                                |           | 12     |                                  |

## Siatkówka plażowa
Udział w turnieju olimpijskim zapewniony miało wyłącznie po jednej parze chińskiej (męskiej i żeńskiej) - jako przedstawicieli gospodarza igrzysk, pozostałe ekipy - zarówno u kobiet, jak i u mężczyzn - zostały wybrane poprzez specjalny ranking olimpijski.

## Medaliści
| Konkurencja       | Konkurencja | złoto | srebro | brąz |
| ----------------- | ----------- | --- | --- | --- |
| Siatkówka halowa  | mężczyźni   | Stany Zjednoczone Lloy Ball Sean Rooney David Lee Richard Lambourne William Priddy Ryan Millar Riley Salmon Thomas Hoff Clayton Stanley Kevin Hansen Gabriel Gardner Scott Touzinsky                        | Brazylia Bruno Rezende Marcelo Elgarten André Heller Samuel Fuchs Gilberto de Godoy Filho Murilo Endres André Nascimento Sérgio Dutra Santos Anderson Rodrigues Gustavo Endres Rodrigo Santana Dante Amaral | Rosja Aleksandr Korniejew Siemion Połtawski Aleksandr Kosariew Siergiej Grankin Siergiej Tietiuchin Wadim Chamuckich Jurij Bierieżko Aleksiej Ostapienko Aleksandr Wołkow Aleksiej Wierbow Maksim Michajłow Aleksiej Kuleszow |
| Siatkówka halowa  | kobiety     | Brazylia Walewska Moreira de Oliveira Carolina Albuquerque Marianne Steinbrecher Paula Pequeno Thaisa Menezes Fofão Valeska Menezes Fabiana Claudino Welissa Gonzaga Jaqueline Carvalho Sheilla Castro Fabí | Stany Zjednoczone Ogonna Nnamani Danielle Scott-Arruda Tayyiba Haneef-Park Lindsey Berg Stacy Sykora Nicole Davis Heather Bown Jennifer Joines Kimberly Glass Robyn Ah Mow-Santos Kim Willoughby Logan Tom  | Chiny Wang Yimei Feng Kun Yang Hao Liu Yanan Wei Qiuyue Xu Yunli Zhou Suhong Zhao Ruirui Xue Ming Li Juan Zhang Na Ma Yunwen                                                                                                  |
| Siatkówka plażowa | mężczyźni   | Stany Zjednoczone · Todd Rogers · Phil Dalhausser | Brazylia · Fábio Luiz Magalhães · Márcio Araújo | Brazylia · Ricardo Santos · Emanuel Rego |
| Siatkówka plażowa | kobiety     | Stany Zjednoczone · Kerri Walsh · Misty May-Treanor | Chiny · Wang Jie · Tian Jia | Chiny · Zhang Xi · Xue Chen |

## Tabela medalowa
| Miejsce | Państwo           | złoto | srebro | brąz | Razem |
| ------- | ----------------- | ----- | ------ | ---- | ----- |
| 1.      | Stany Zjednoczone | 3     | 1      | 0    | 4     |
| 2.      | Brazylia          | 1     | 2      | 1    | 4     |
| 3.      | Chiny             | 0     | 1      | 2    | 3     |
| 4.      | Rosja             | 0     | 0      | 1    | 1     |